# Celsiusgatan, Stockholm

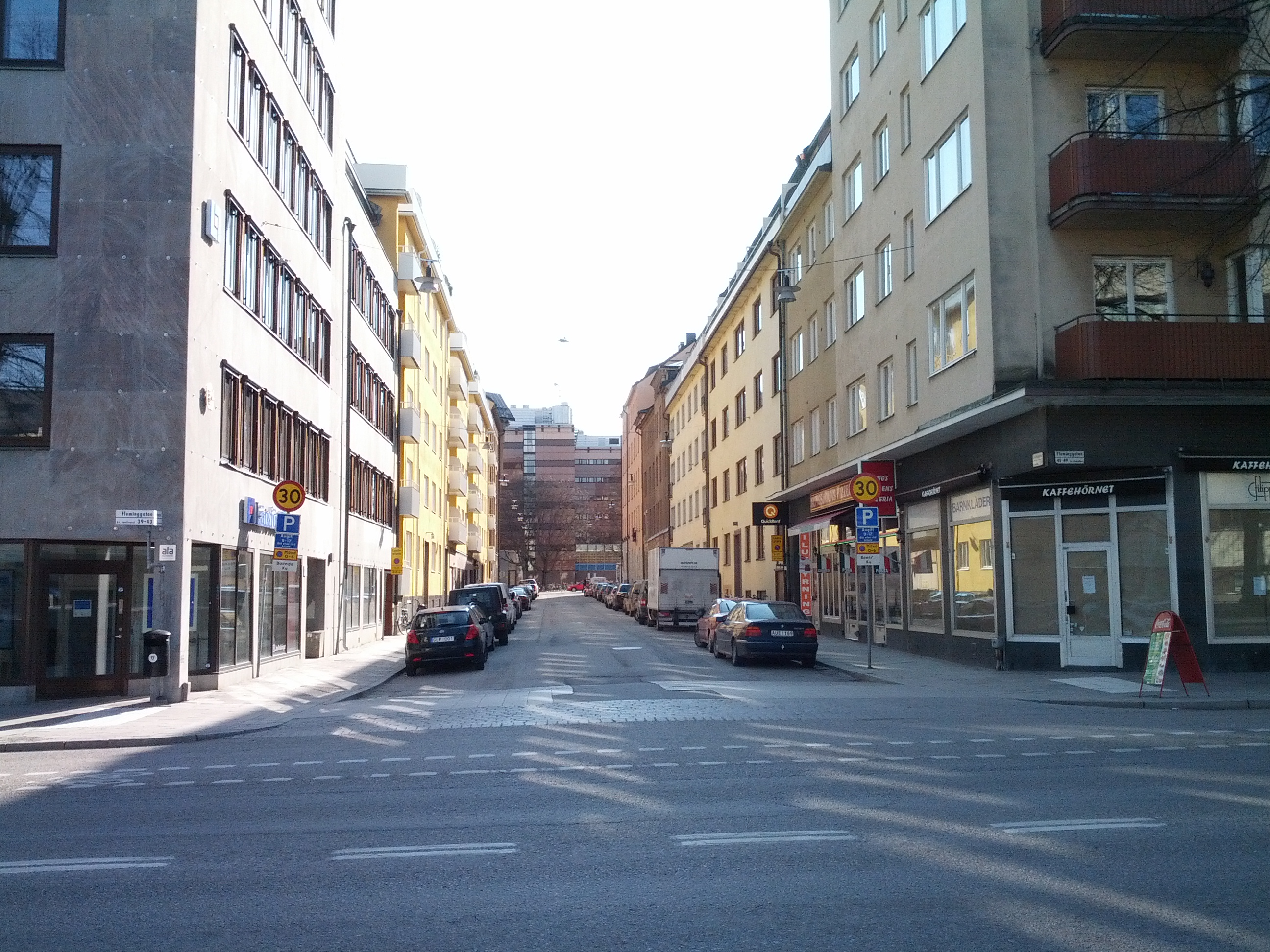
Celsiusgatan 2014

Celsiusgatan är en gata på Kungsholmen i Stockholm som går mellan Kungsholmsgatan och Fleminggatan. Gatan är uppkallad efter vetenskapsmannen och astronomen Anders Celsius. Anders Celsius hade ingen närmare anknytning till Kungsholmen, men det hade hans kusin Olof Celsius den yngre som under åtta år var kyrkoherde i Kungsholmens församling. Därför hävdas det ibland att gatan skulle vara uppkallad efter honom, men det faktum att de intilliggande gatorna Polhemsgatan och Wargentinsgatan även de är uppkallade efter kända vetenskapsmän gör det föga troligt att det är någon annan än vetenskapsmannen Anders Celsius som har gett gatan dess namn.